# Широкая (Тверская область)
Широкая — деревня в Лихославльском районе Тверской области России. Входит в состав Микшинского сельского поселения.

## История
В 1966 г. указом президиума ВС РСФСР деревня Бабье переименована в Широкая.

## Население
| 2010 |
| ---- |
| 42   |